# Скарбек, Кристина
Кристина Скарбек (пол. Krystyna Skarbek; 1 мая 1908 — 15 июня 1952) — польская разведчица, агент британского Управления специальных операций во время Второй мировой войны.

## Биография
Происходила из богатой польской семьи, отец польский аристократ, граф Ежи Скарбек, мать Стефания Гольдфедер, дочь еврейского банкира. В юности Кристина много занималась лыжным спортом и верховой ездой. После разорения семьи и смерти отца Кристина пошла работать в фирму «Фиат». Потом было 2 брака и несколько романов. В сентябре 1939 года, когда Польша была оккупирована нацистской Германией, бежала в Лондон, где предложила свои услуги в качестве разведчика и в скором времени была принята в Секретную разведывательную службу, а с 1940 года — в Управление специальных операций (с момента образования этой организации).
С конца 1939 по 1941 и с 1944 по 1945 год выполнила целый ряд секретных миссий в Венгрии, оккупированных Польше и Франции, работала в Египте, организовывала деятельность тайных курьеров в Польше и Венгрии, в 1944 году участвовала в операциях маки (с 1941 по 1944 год была фактически отстранена от работы из-за неподтвердившихся подозрений о её связях с нацистами). Была награждена Медалью Георга, французским Военным крестом и многими другими наградами, в том числе Орденом Британской империи. В 1946 году получила британское гражданство и до конца жизни прожила в этой стране. При прохождении натурализации в Британии уменьшила свой возраст на 7 лет, указав дату рождения 1 мая 1915 г. После войны находилась в стесненном финансовом положении.

### Убийство
Она была убита Деннисом Джорджем Мальдауни, своим бывшим возлюбленным. Они познакомились и сблизились, когда она работала на круизном лайнере, где он был стюардом.